# Ділянка пралісу (заповідне урочище, Хотинський район)
Діля́нка пралі́су — заповідне урочище місцевого значення в Україні. Розташоване в межах Хотинського району Чернівецької області, на схід від села Гринячка. 
Площа 10 га. Статус присвоєно згідно з рішенням облвиконкому від 30.05.1979 року № 198. Перебуває у віданні ДП «Чернівецький лісгосп» (Рухотинське л-во, кв. 18, вид. 12). 
Статус присвоєно для збереження ділянки дубово-буковий пралісу віком 210 років.